# 福島県道66号小名浜小野線
福島県道66号小名浜小野線（ふくしまけんどう66ごう おなはまおのせん）は、福島県いわき市小名浜から田村郡小野町に至る県道（主要地方道）である。

## 概要
いわき市小名浜の福島県道15号小名浜四倉線から分岐北上し、小野町の福島県道19号船引大越小野線に接続する延長約60 キロメートル (km) の長距離県道路線。路線の約1/3にあたる区間は国道49号など他の路線と重複しており実延長は約41 kmである。阿武隈高地を縦断する区間は、磐越自動車道に沿って並行し、いわき市三和町合戸でいわき三和インターチェンジ (IC) と接続する。
起点の小名浜地区東部から国道6号住吉交差点までの区間は片側2車線。一方で国道49号との分岐以降はセンターラインの無い区間も存在する。

### 路線データ
- 起点：いわき市小名浜下神白字林崎（福島県道15号小名浜四倉線交点）
- 終点：田村郡小野町小野新町字仲町（福島県道19号船引大越小野線等交点）
- 総延長：60.326 km[1]
- 重用延長：19.368 km[1]
  - 実延長：40.958 km[1]

## 歴史
- 1993年（平成5年）5月11日：建設省から、県道内郷小野線・県道磐城常磐線が小名浜小野線として主要地方道に指定される[2]。
- 1994年（平成6年）4月1日 - 福島県によって現在の路線が県道認定される[3]。
- 2018年（平成30年）4月1日：国道6号常磐バイパスに並行する現道区間が国土交通省から福島県に移管されたことにより、従来国道との重用区間となっていた小名浜住吉交差点から常磐下船尾交差点にかけての区間が当路線の単独区間となる[4]。

## 路線状況

### 重複区間
- 福島県道20号いわき上三坂小野線（いわき市常磐下船尾町字古内（下船尾交差点） - 同市内郷綴町字一之坪（一の坪交差点））
- 国道49号（いわき市好間町大利字大利前 - 同市三和町合戸字内畑（いわき三和IC交差点））
- 福島県道135号三株下市萱小川線（いわき市三和町下永井字峰岸 - 同市三和町上永井字永井坂）
- 福島県道358号川前停車場上三坂線（いわき市三和町下三坂字家ノ前地内）
- 福島県道41号小野四倉線（田村郡小野町夏井字石ノ平 - 同郡同町小野新町字中通）
- 福島県道286号鴇子夏井停車場線（田村郡小野町夏井字町屋（JR磐越東線夏井駅前） - 同郡同町夏井字太子堂）
- 福島県道13号小野田母神線（田村郡小野町小野新町横町 - 同郡同町小野新町字仲町（終点））

### バイパス
住吉工区
1997年7月4日開通。小名浜岡小名の鹿島街道交点から小名浜住吉の国道6号常磐バイパス交点を結ぶ。従来の起点であった小名浜花畑町から小名浜住吉にかけての市街地区間（大原街道）の渋滞解消のために建設され、後に小名浜下神白から小名浜岡小名までの区間も開通し、小名浜港臨港道路（小名浜港トンネル）を介することで、小名浜港から市街地を避け、片側2車線の幹線道路で常磐バイパスに至れるようになった。
道路施設
- 岡小名トンネル
- 相子島トンネル

### 道路施設
岡小名トンネル
- 全長：142.6m
- 幅員：6.5（10.25）m×2
- 高さ：4.7m
- 工法：NATM工法（中央導坑先進上部半断面工法）
- 竣工：1997年6月
- 施工：福浜工業・加地和組特定建設工事共同企業体[6][7]

小名浜岡小名に位置する。1993年度より地方特定道路整備事業により事業化された。1993年12月3日に起工され、1996年8月8日に貫通、路線開通に伴い供用開始された。総事業費は13億6400万円。
相子島トンネル
- 全長：348.752m（上り）/346.0m（下り）
- 幅員：6.5（9.5）m×2
- 高さ：4.7m
- 竣工：1997年3月
- 施工：福浜工業・加地和組特定建設工事共同企業体[6][7]

小名浜岡小名から小名浜相子島に至る。1993年12月に起工され、1995年12月6日に貫通、路線開通に伴い供用開始された。
内郷跨線橋
- 全長：46.7m
- 幅員：12.7m
- 竣工：1959年[8]

いわき市内郷綴町字一之坪にてJR常磐線を渡る。南詰の取付部を下った先の一の坪交差点にて福島県道20号と分岐する。
いわき水石トンネル（国道49号重用区間）
作橋
- 全長：37.7
  - 主径間：18.3m
- 幅員：6.5(12.0)m
- 形式：2径間PC連続ポステン中空床版桁橋
- 竣工：2001年度

いわき市三和町下永井字高野前にて二級水系夏井川水系小玉川を渡る。橋上は上下対向2車線で供用され、上り線側に幅員3.5mの歩道が設置されている。橋のすぐ北側が三和町上永井字宿下との大字境となっている。総工費は1億7千万円。
田尻橋
- 全長：44.4m
  - 主径間：21.4m
- 幅員：6.5（12.0）m
- 形式：2径間PC連続中空床版桁橋
- 竣工：1999年度

いわき市三和町上永井字大平田から字迎田に跨り、二級水系夏井川水系小玉川を渡る。橋上は上下対向2車線で供用され、上り線側に幅員3.5mの歩道が設置されている。上永井地区の拡幅と線形改良のため、永井地区県営ほ場整備事業と合わせ全長4.2㎞にわたる上永井工区整備の一環で架橋された。総工費は2億7400万円。

### 異常気象時通行規制区間
- いわき市三和町上永井 - 三和町差塩（延長4.4 km）：落石崩壊の危険のため連続雨量120 mmにて通行止め[11]。

## 地理

### 通過する自治体
- 福島県
  - いわき市 - 田村郡小野町

### 交差する道路
- いわき市内

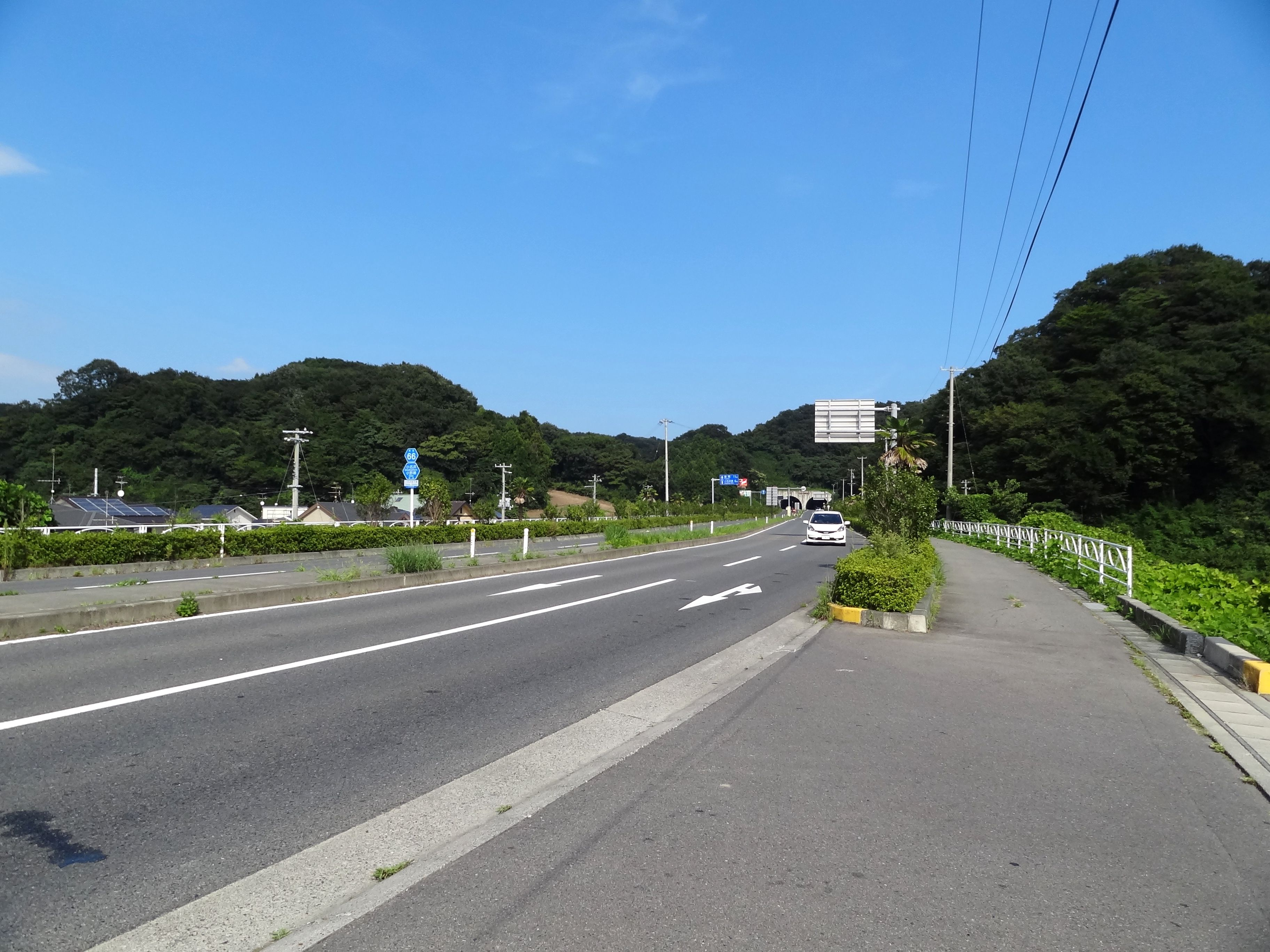
いわき市小名浜相子島付近

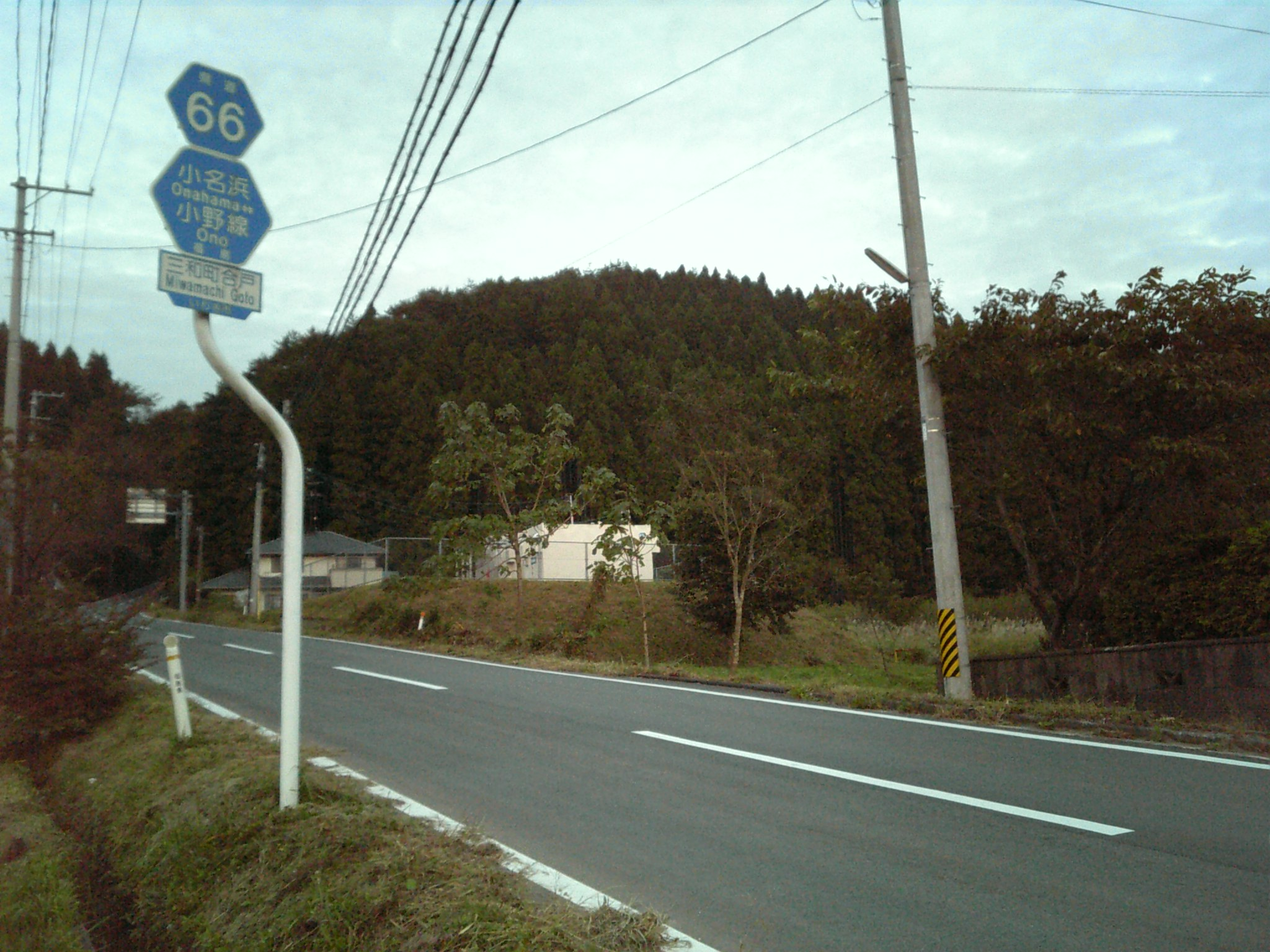
いわき三和IC付近 - いわき市三和町合戸

  - 福島県道15号小名浜四倉線・小名浜港臨港道路（小名浜下神白字林崎 起点）
  - 福島県道26号小名浜平線（小名浜岡小名字御代坂）
  - 国道6号常磐バイパス（小名浜住吉字浜道（住吉交差点））
  - 福島県道20号いわき上三坂小野線 いわき市勿来市街地方面・福島県道14号いわき石川線いわき石川バイパス（常磐下船尾町字古内（下船尾交差点））
  - 福島県道48号江名常磐線（常磐関船町字大平(常磐交番交差点）)
  - 福島県道14号いわき石川線（常磐湯本町字向田）
  - 福島県道20号いわき上三坂小野線 いわき市平市街地方面（内郷綴町字一之坪（一の坪交差点））
  - 国道49号 いわき市平市街地方面（いわき市好間町大利字大利前）
  - 福島県道133号赤井停車場線（いわき市三和町合戸字駅（水石山入口交差点））
  - 磐越自動車道・国道49号 郡山市方面（いわき市三和町合戸字内畑（ いわき三和IC交差点））
  - 福島県道135号三株下市萱小川線 いわき市小川町方面（いわき市三和町下永井字峰岸）
  - 福島県道135号三株下市萱小川線 古殿町方面（いわき市三和町上永井字永井坂）
  - 福島県道358号川前停車場上三坂線 いわき市川前町方面（いわき市三和町下三坂）
  - 福島県道358号川前停車場上三坂線 いわき市三和町上三坂方面（いわき市三和町下三坂字家ノ前）
- 小野町内
  - 福島県道41号小野四倉線 いわき市四倉町方面（田村郡小野町夏井字石ノ平）
  - 福島県道286号鴇子夏井停車場線（田村郡小野町夏井・夏井駅）
  - 福島県道286号鴇子夏井停車場線 平田村鴇子方面（田村郡小野町夏井字太子堂）
  - 福島県道41号小野四倉線 田村市滝根町方面（田村郡小野町小野新町字中通）
  - 福島県道13号小野田母神線 郡山市田母神方面（小野新町字横町）
  - 福島県道19号船引大越小野線（田村郡小野町小野新町字横町）
  - 福島県道65号小野郡山線・福島県道19号船引大越小野線（小野新町字仲町 終点）

## 沿線
- 小名浜生協病院
- 福島県警察いわき東警察署
- 常磐下船尾郵便局
- JR常磐線湯本駅
- いわき市石炭・化石館
- 国土交通省東北運輸局福島運輸支局いわき自動車検査登録事務所
- いわき市立内郷第三中学校
- 好間川
- 大利簡易郵便局
- いわき市立好間第四小学校
- 合戸郵便局
- JR磐越東線
  - 夏井駅
  - 小野新町駅
- リカちゃんキャッスル